# Vratnik Samoborski
Vratnik Samoborski is een plaats in de gemeente Samobor in de Kroatische provincie Zagreb. De plaats telt 100 inwoners (2001).